# Екстропіанство
Екстропіанство (англ. extropianism) — філософська система цінностей і стандартів, що сприяють покращенню життя людини. На думку екстропіанців, розвиток науки і техніки дозволить зняти обмеження на тривалість життя людей. Екстропіанці намагаються на практиці сприяти досягненню цієї мети (зокрема, шляхом участі в наукових дослідженнях). Теоретичні засади екстропіанства близькі до трансгуманізму, проте екстропіанці прагнуть використовувати більш практико-орієнтовані підходи щодо соціального прогресу та майбутньої еволюції людини.
Принципи екстропінаства були закладені Максом Мором в його роботі The Principles of Extropy. Одними з найважливіших принципів екстропіанства є раціональне мислення і проактивний підхід до людської еволюції. Екстропіанці не обмежують себе використанням певних технологій чи соціальних ідей.
Екстропіанці поділяють оптимістичний погляд на майбутнє, очікуючи значне зростання комп'ютерних потужностей, збільшення тривалості життя, прогрес в нанотехнології та ін.

## Екстропія
Термін екстропія використовується в науковій літературі як антонім слову ентропія.
Уперше зустрічається в статті 1967 року з кріотехніки і в статті 1978 року з кібернетики. Діана Дуейн вперше вжила термін в контексті потенційного транслюдського майбутнього.
Термін екстропія у філософському контексті був визначений Максом Мором в 1988 як «міра розвиненості інтелекту, функціонального порядку, життєвості, енергії, досвіду, прагнення до розвитку біологічної системи». У метафоричному сенсі, екстропія є повною протилежністю ентропії.
В рамках цифрової філософії термін окреслюється кількістю інформації у випадкових процесах ланцюгів Маркова, що описують фізичну систему.
Екстропія - міра розумності, 
інформації,  енергії,  життя,  досвіду,  можливостей  та  росту. 
Набір сил, що протистоять ентропії.

## Інститут Екстропії
У 1988 році вийшов у друк перший номер журналу Extropy: The Journal of Transhumanist Thought. Журнал об'єднав дослідників, що працюють в таких напрямках як штучний інтелект, нанотехнології, генна інженерія, продовження життя, завантаження свідомості, робототехніка, освоєння космосу, меметика, політика і економіка трансгуманізму. Після того, як журнал набрав відносно широку популярність, навколо журналу сформувалася спільнота. За підтримки спільноти Мором і Беллом було створено Інститут Екстропії (Extropy Institute). Інститут був створений у форматі трансгуманістичного соціального та інформаційного центру. Метою Інституту стала розробка базових принципів і цінностей, що можуть допомогти зрозуміти широкі можливості, які відкриваються перед людством у зв'язку з розвитком нових технологій.
У 1991 році була запущена офіційна поштова розсилка Інституту, з 1992 року силами Інституту була організована перша конференція з трансгуманізму. У різних країнах були створені трансгуманістичні спільноти. З розвитком World Wide Web почали з'являтися численні інтернет-спільноти та організації, серед них: World Transhumanist Association, Alcor Life Extension Foundation, Foresight Institute, The Extropist Examiner, Betterhumans, Aleph in Sweden, the Singularity Institute for Artificial Intelligence.
У 2006 році рада директорів Інституту Екстропії оголосила про закриття організації у зв'язку з тим, що цілі Інституту були «в цілому досягнуті»

## Екстропізм
Екстропізм (Extropism) — одне з відгалужень трансгуманістичної філософії екстропіанства. Екстропізм наслідує ті ж традиції філософської думки що і екстропіанство, але акцентуюючи на відповідність парадигмам XXI століття. Принципи екстропізму були розглянуті в роботі The Extropist Manifesto(Брек Томассон, Ханк Хайена). Дослідники, що працюють в рамках філософії екстропізму, описують оптимістичний погляд на майбутнє людства, який може бути коротко визначений таким чином:
- Безмежне розширення можливостей і подолання обмежень людини
- Створення економіки, яка не базується на приватній власності
- Розвиток (людського) інтелекту
- Створення інтелектуальних машин

Перераховані ідеї формують основні засади філософії екстропізму та відповідного світогляду, що охоплює аболіціонізм, технологічну сингулярність, техногайянізм, боротьбу за свободу слова та інші. Екстропізм не має власної політичної платформи, але найчастіше його відносять до лібертарного соціалізму (у зв'язку з прагненням до створення економіки без грошей і власності).
Екстропісти прагнуть безсмертя і хочуть жити в світі, де буде штучний інтелект і працюватимуть роботи. Деякі екстропісти вважають, що мета їхнього життя — збільшення загального щастя на Землі.
Відповідно до The Extropist Manifesto, екстропізм відходить від деяких принципів екстропіанства, викладених в оригінальній роботі Макса Мора. Зокрема, екстропісти вважають особливо важливим єпослаблення сили законів щодо авторського права і патентів, а також зменшення контролю громадян збоку держави. В цьому рух екстропістов близький до Міжнародної Піратської партії.